# アルフレッド・トンプソン・ブリチャー
アルフレッド・トンプソン・ブリチャー（Alfred Thompson Bricher、1837年4月10日 – 1908年9月30日）はアメリカ合衆国の風景画家である。「ハドソン・リバー派」や「ホワイト・マウンテン・アート」と呼ばれる画家たちと活動した。

## 略歴
ニューハンプシャー州のポーツマスでイギリスから1820年に移住してきた移民の息子に生まれた。マサチューセッツ州のニューベリーポートの学校を卒業し、1851年からボストンで役人として働き始めた。仕事の合間にローウェル協会(Lowell Institute)で美術を学び、1858年には役人を辞め、ニューベリーポートにスタジオを開き画家になった。1年後、ボストンに戻り、「ハドソン・リバー派」の画家、マーティン・ジョンソン・ヒードのスタジオと同じ建物にスタジオを開いた。アルバート・ビアスタットやウィリアム・モリス・ハント、ベンジャミン・チャンプニーといった画家たちとも交流した。
結婚した後、1868年にニューヨークに移り、ナショナル・アカデミー・オブ・デザインで展覧会を開き、1879年にアカデミーの準会員に選ばれた。ニューヨークの美術出版会社、Louis Prang & Coと契約し、出版された複製版画が人気になり、多くの注文を受けた。アメリカ水彩画家協会(American Society of Painters in Water-Colors)の会員としても活動し、1878年のパリ万国博覧会にも水彩画を出展した。1875年にはカナダを旅し、ファンディ湾の島、グランド・マナン島の風景も描いた。再婚した妻と1890年からニューヨーク市のスタテンアイランドのNew Dorpで暮らし、そこを拠点にニューイングランドの海岸へ旅し作品を描いた。

## 作品

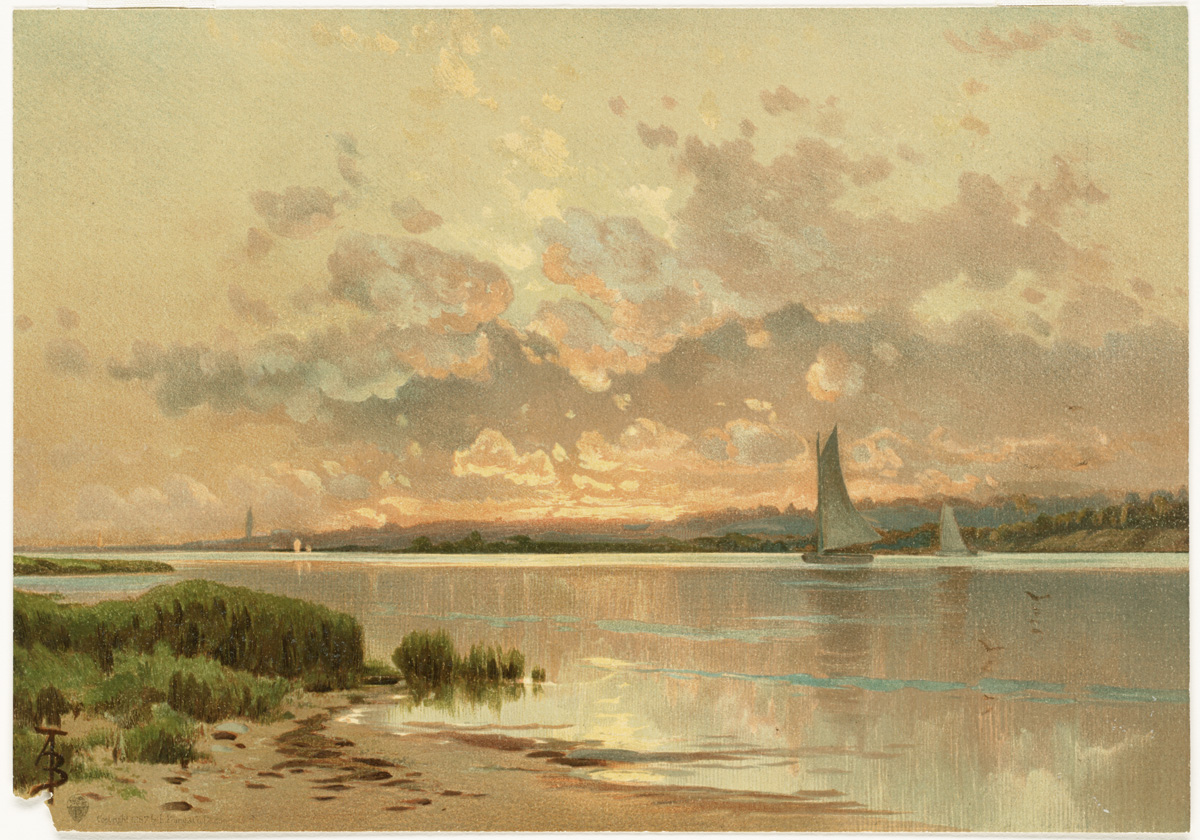
シャインコック湾の日没(1887)
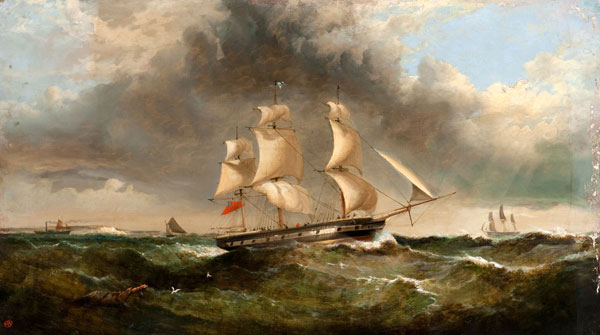
強風の中の帆走
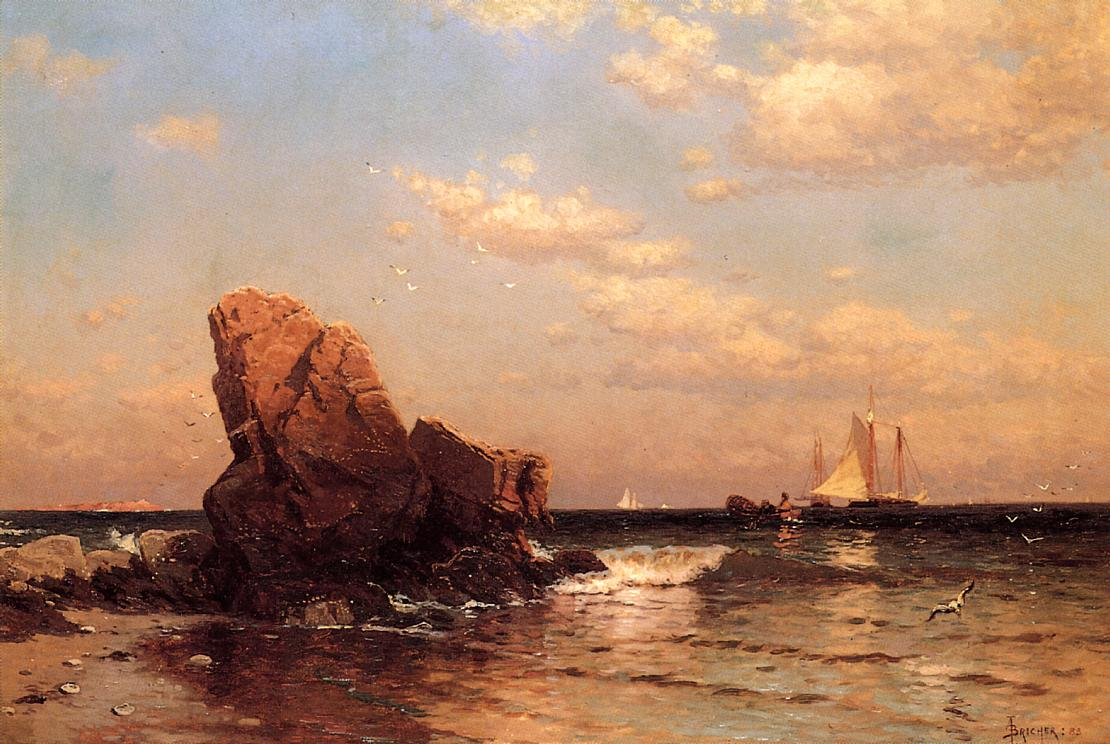
岸辺 (1883)

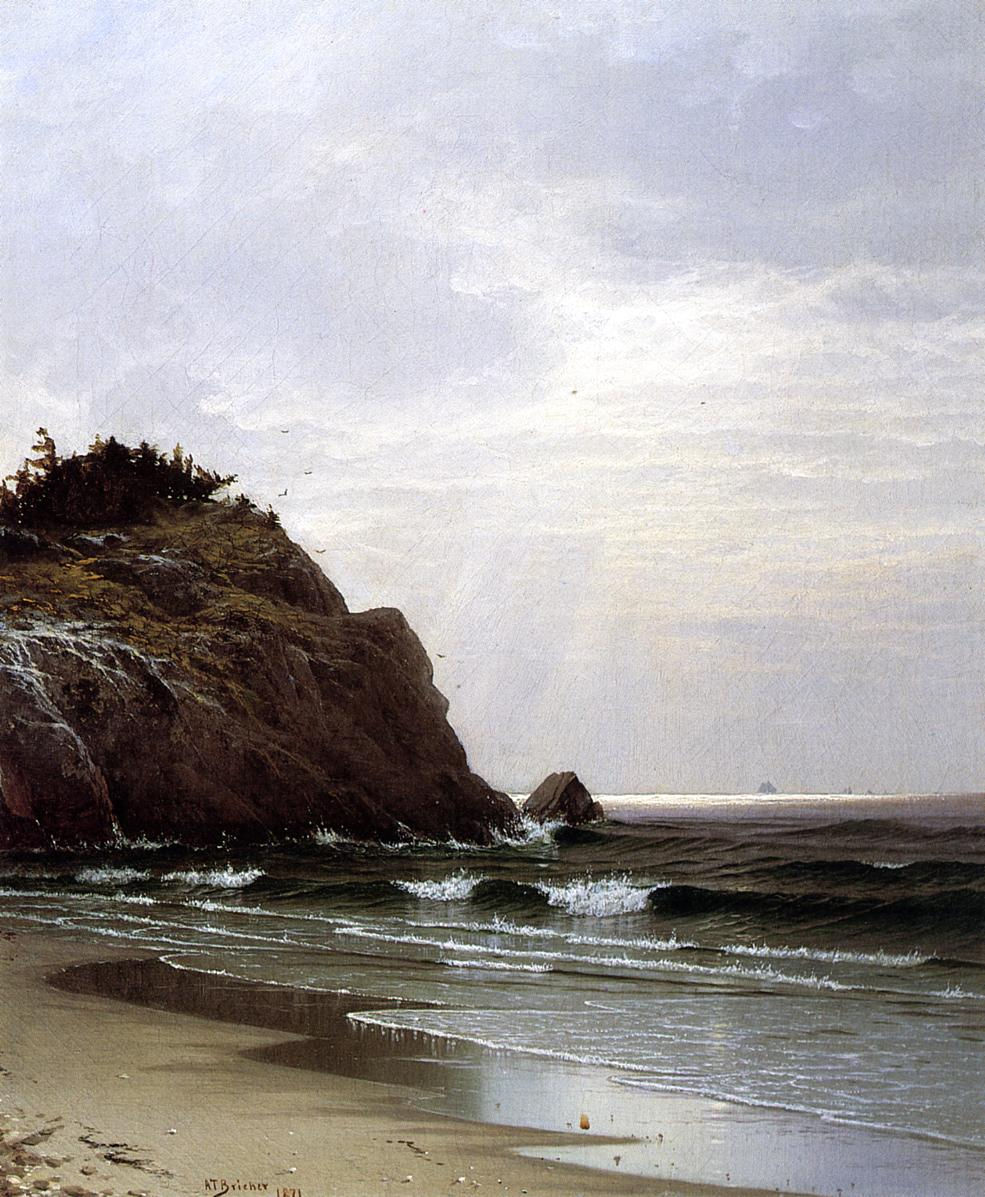
曇った日 (1871)
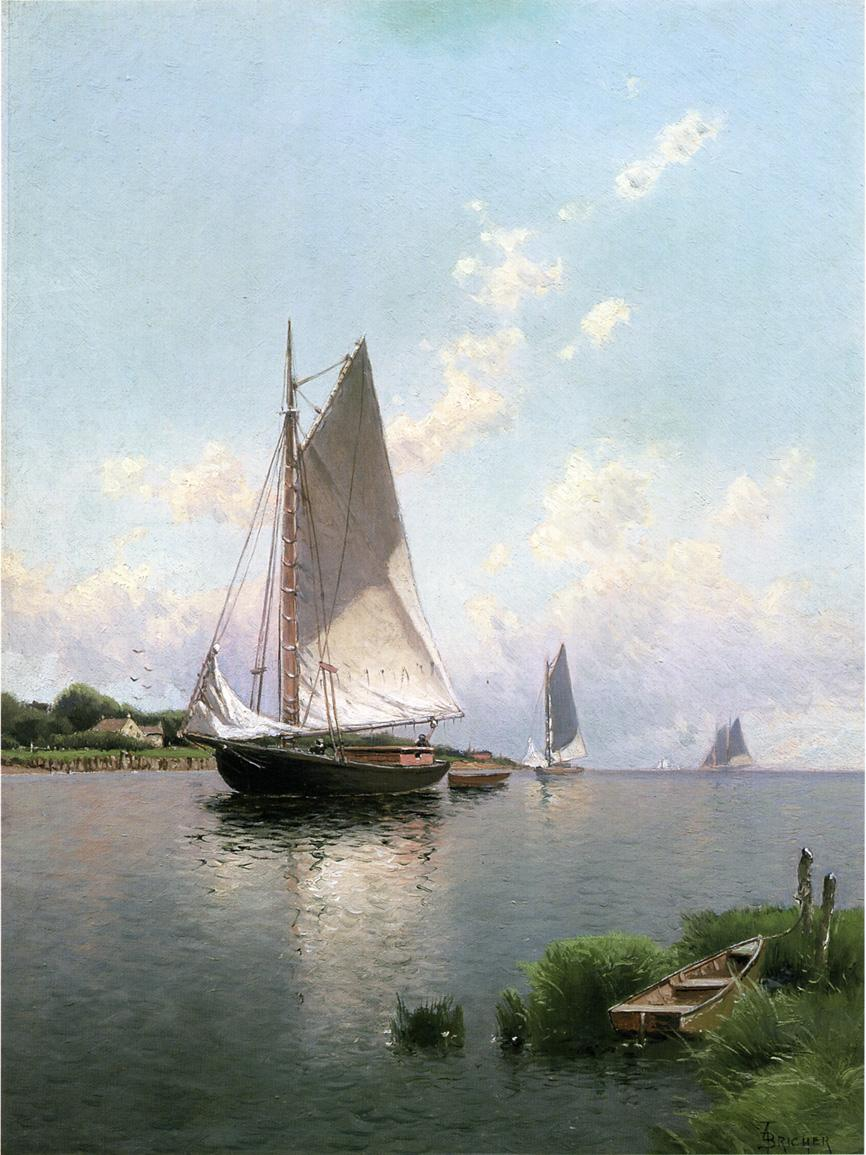
"Blue Point, Long Island" (1888)
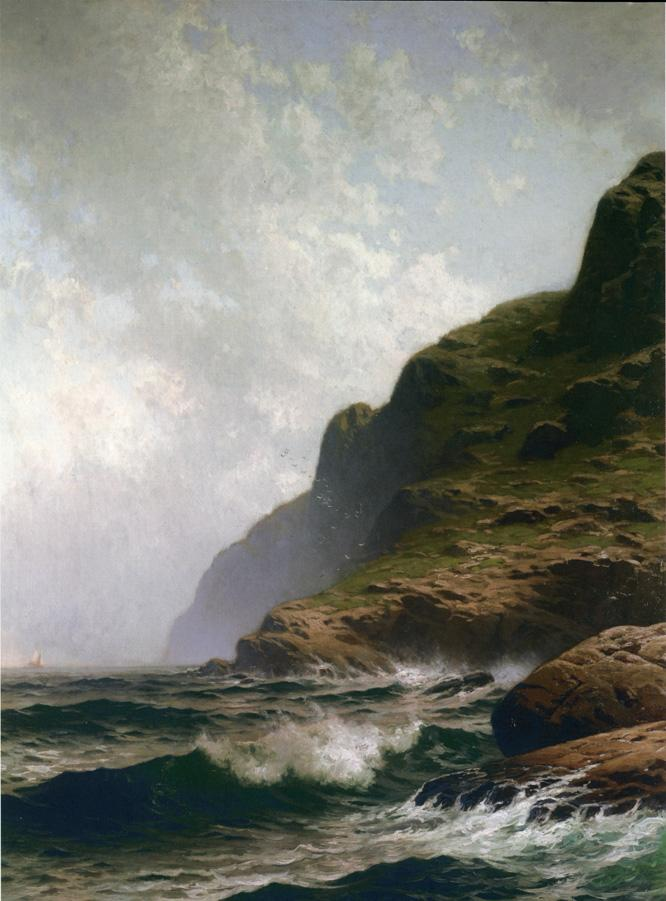
グランド・マナン島の夏の風景
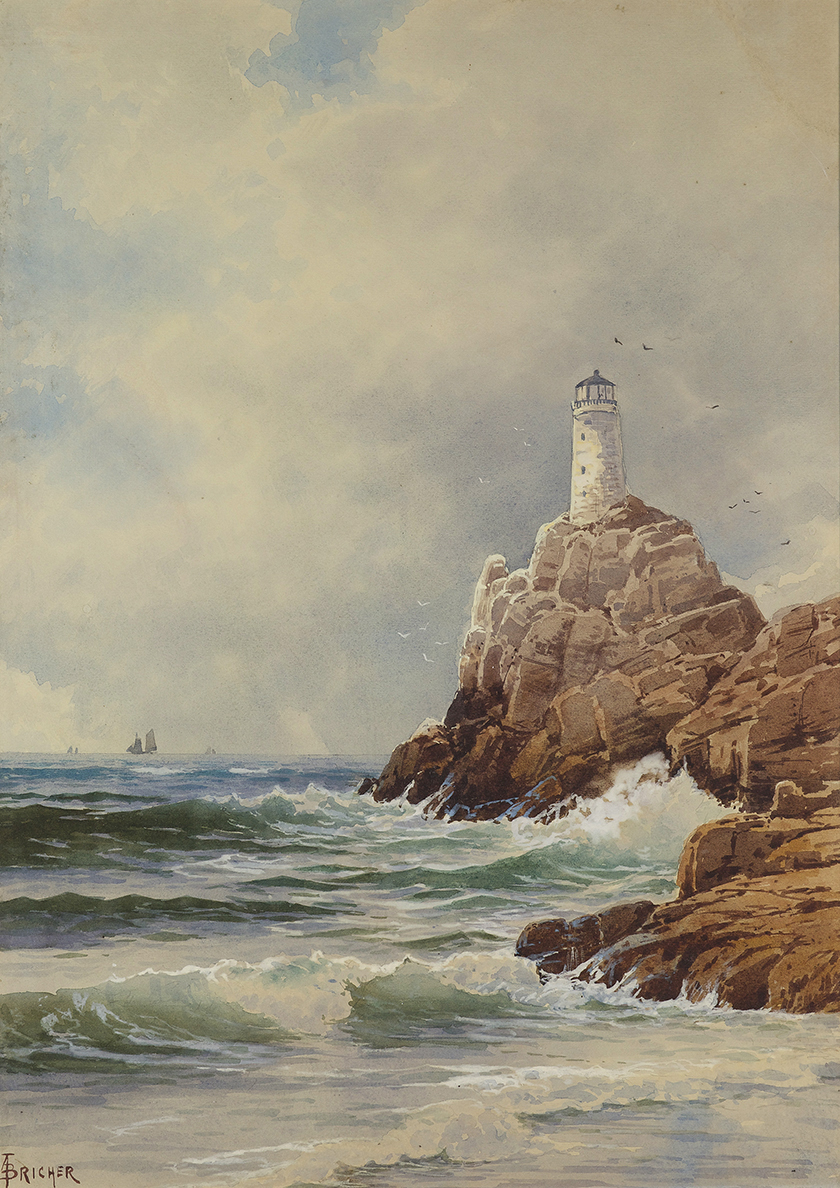
灯台